# Julius Sittenfeld
Julius Sittenfeld est une maison d'édition et un imprimeur de livres à Berlin de 1832 à 1936 environ.

## Histoire
En 1832, Julius Sittenfeld (1801-après 1875) fonde une imprimerie dans la Leipziger Straße à Berlin. Au début, celle-ci produit surtout des formulaires et des publications officielles, mais aussi des ouvrages médicaux spécialisés.
Julius Sittenfeld est une personnalité respectée à Berlin. Au cours de l'année révolutionnaire de 1848, il fait campagne pour plus de libertés civiles. Il demande également en vain un siège à l'Assemblée nationale et devient député de l'Assemblée de la ville de Berlin en 1852 et 1853.
En 1875, il cède l'édition et l'imprimerie à Otto Loewenstein. À partir de 1880 environ, le nouvel emplacement est au Mauerstraße (de) 44 à Berlin-Mitte. En 1896, la veuve Ottilie Loewenstein a reprend l'entreprise.
La maison d'édition et l'imprimeur sont probablement aryanisés en 1933 et existent à plus petite échelle au moins jusqu'en 1936.